# Slama land art festival
Slama land art festival je umjetnički koncept, koji objedinjuje manifestaciju i prostor umjetničkog djelovanja, te osim toga, spaja kulturnu i tradicijsku baštinu, koristeći prirodne resurse i promovirajući načela održivog razvitka. Održava se nekoliko dana sredinom kolovoza na polju tik do parka prirode Kopački rit. Umjetnici pod otvorenim nebom od tisuća bala slame izrađuju skulpture. Festival uspješno spaja suvremeni kiparski izričaj u slami, materijalu svojstvenom i tradicijskom u ovom podneblju, s drevnim žetvenim običajima. Djela koje umjetnici naprave nakon festival ostaju na brojnim javnim prostorima po Baranji, čume čuvaju izravnu referenciju na Slamu i podižu estetsku razinu javnih prostora. Prva se Slama održala 2006. godine. Danas se održava na Kovačkim livadama između Osijeka i Bilja. Prvi dio festivala, namijenjen je za stvaratelje, koji tad stvaraju i oblikuju skulpture na zadanu temu, a zadnji dani su otvoreni za posjetitelje. Zadnjeg dana manifestacije je svečanost na kojoj nastupaju razna kulturno-umjetnička društva, udruge, glazbeni izvođači i tradicionalni obrti regije, a sve uz bogati stol kulinarskih delicija ovoga kraja. Najveća se skulptura, u znak zahvalnosti za žetvene plodove u vrijeme zalaska sunca spaljuje na očigled i oduševljenje svih posjetitelja.

## Vanjske poveznice
- Facebook